# Frank Crijns

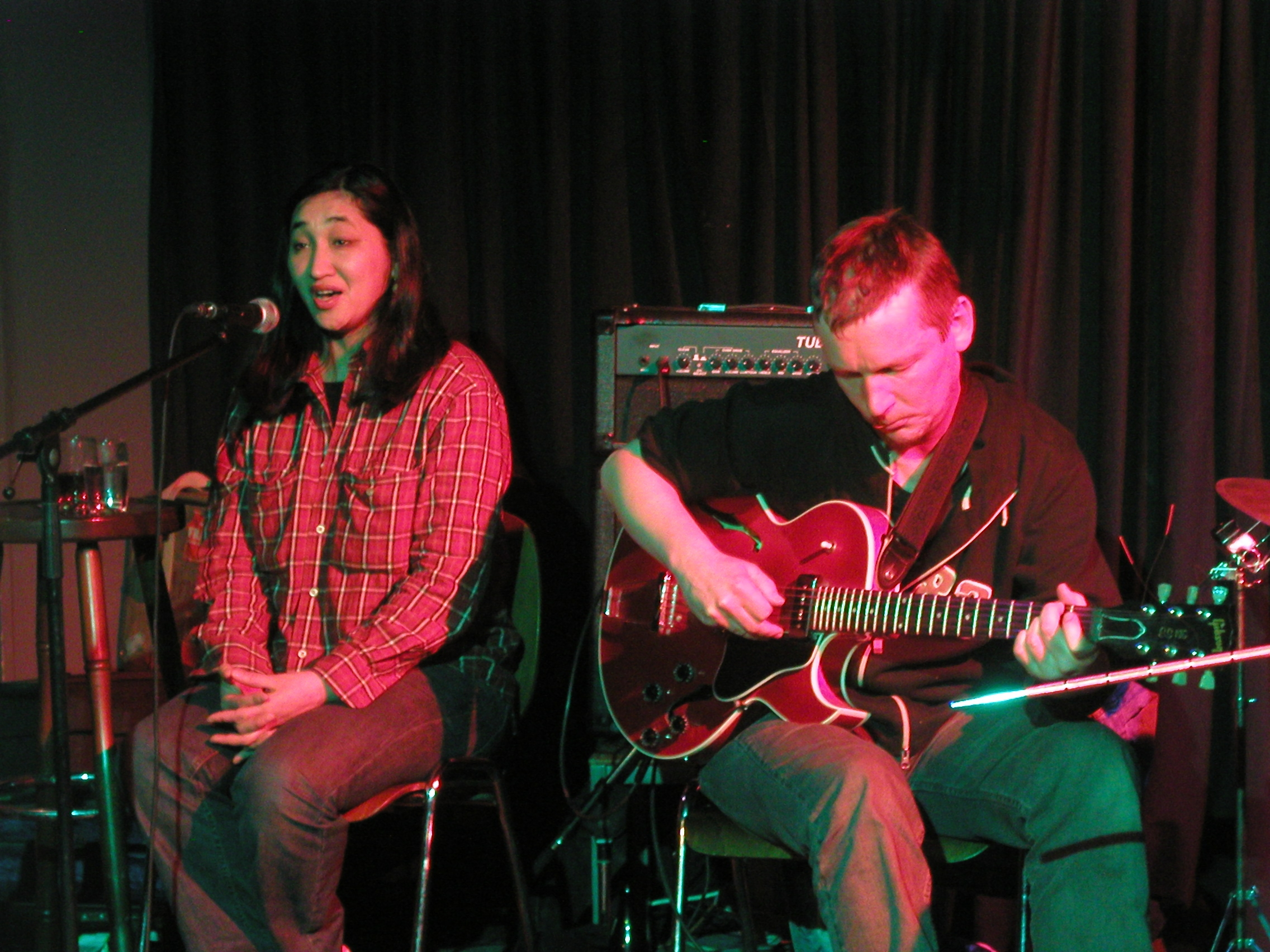
Frank Crijns mit Saadet Türköz (2005)

Frank Crijns (* 1960) ist ein niederländischer Gitarrist, Improvisationsmusiker und Komponist.
Crijns studierte am Konservatorium von Rotterdam bei Peter-Jan Wagemans und Klaas de Vries. Er arbeitete dann mit Musikern wie Fred Frith, Elliott Sharp, Tim Hodgkinson, Pavel Fajt und Jacques Palinckx zusammen. 
Mit Dick Bruinsma, Paed Conca und Fabrizio Spera gründete er das Blast4tet, mit dem er mehrere Alben einspielte. Als Komponist arbeitete er für Gruppen wie das Perkussionsensemble Attacca, das Dutch Ballett Orchestra, das Trio Nu, die Saxophonquartette Quasar und Koh-I-Noor, das Flötentrio Tegenwind und viele andere. Weiterhin trat er als Komponist von Neuer Musik und Improvisationsmusik hervor.

## Diskographie
- Blast: Purist Sirup, 1992
- Blast: Wire Stitched Ears, 1995
- Blast: Stringy Rugs, 1997
- Blast: A Sophisticated Face, 1999
- Positive Nuns: The Bible Two, 1999
- Blast: Altrastrata, 2003
- Blast: As Nowhere as Anywhere, 2007
- Blast: Sift, 2009
- Betonfraktion: Snake Nation Cropduster, 2011
- Betonfraktion: Sure 'nuff yes we do , 2014
- F. Crijns "[B]ONE": Works for ensembles and soloists, 2014